# Stazione di Moneglia
La stazione di Moneglia è una fermata ferroviaria posta sulla linea Genova-Pisa a servizio del paese di Moneglia.

## Storia

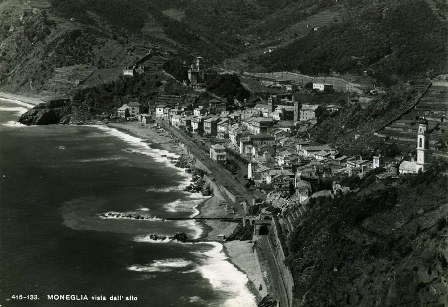
Panorama che evidenzia gli impianti della vecchia stazione

La prima stazione di Moneglia, il cui fabbricato viaggiatori è tuttora esistente ed occupato dagli uffici comunali, fu inaugurata il 24 ottobre 1874, contestualmente alla tratta ferroviaria Sestri Levante-La Spezia.
In seguito all'attivazione del nuovo tracciato a doppio binario fra Riva Trigoso e Framura, realizzato a monte rispetto a quello originario, il 27 ottobre 1932 fu inaugurata la stazione attuale, che richiese una profonda risagomatura delle pendici collinari e la costruzione di un imponente muro di sostegno lungo 220 metri.
La stazione venne trasformata in fermata il 28 dicembre 2001.

## Strutture ed impianti

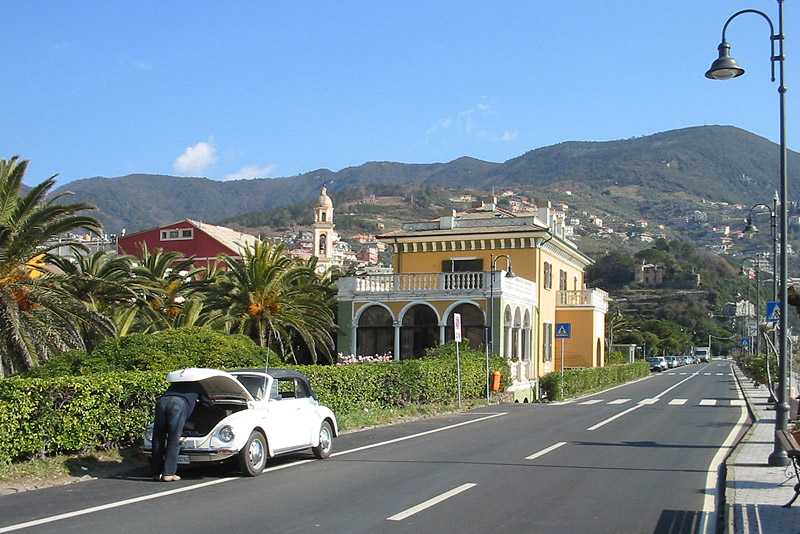
Vista dell'ex fabbricato viaggiatori della vecchia stazione

L'attuale stazione, al termine della sua ricostruzione a monte della precedente, era dotata di quattro binari; la trasformazione in fermata ha comportato la dismissione dei due binari laterali ed al mantenimento dei soli binari di corsa, serviti da una banchina a isola collegata al fabbricato viaggiatori da un sottopassaggio. Le sale d'attesa sono costituite dal locale adibito ad ospitare le emettitrici automatiche e da una struttura chiusa posta sulla banchina dei binari.
In origine erano altresì presenti 3 binari per il servizio merci, di cui uno dotato di piano caricatore ed attiguo al magazzino merci.
La stazione è dotata di diverse biglietterie self-service e di un Centro di Informazione Turistica funzionante anche come biglietteria ferroviaria. È inoltre presente un parcheggio a pagamento.

## Movimento
La stazione è servita dalle relazioni regionali Trenitalia svolte nell'ambito del contratto di servizio con la Regione Liguria.

## Servizi
Lo scalo dispone di un sottopassaggio, collegante i binari di corsa al fabbricato viaggiatori.
- Biglietteria automatica
- Ufficio informazioni turistiche con funzione di biglietteria (aperto solo nel periodo estivo)
- Sala d'attesa
- Servizi igienici

## Interscambi
Sul piazzale antistante la stazione osservano fermata gli autoservizi urbani, colleganti il comune con le rispettive frazioni.
- Capolinea autobus